# Edgar Peña Parra
Mons. Edgar Peña Parra (* 6. března 1960, Maracaibo) je venezuelský římskokatolický kněz, arcibiskup a substitut pro všeobecné záležitosti Státního sekretariátu.

## Život
Narodil se 6. března 1960 v Maracaibu.
Dne 23. srpna 1985 byl arcibiskupem Domingem Roa Pérezem vysvěcen na kněze. Poté studoval kanonické právo na Papežské univerzitě Gregoriana a diplomacii na Papežské církevní akademii. Dne 1. dubna 1993 vstoupil do diplomatických služeb Svatého stolce. Působil na nunciaturách v Keni, Jugoslávii, Jihoafrické republice, Hondurasu a v Mexiku.
Dne 8. ledna 2011 jej papež Benedikt XVI. jmenoval titulárním arcibiskupem z Thelepte a apoštolským nunciem.
Dne 2. února 2011 byl jmenován apoštolským nunciem v Pákistánu a o tři dny později přijal biskupské svěcení z rukou papeže Benedikta XVI. a spolusvětiteli byli kardinál Angelo Sodano a kardinál Tarcisio Bertone.
Dne 21. února 2015 jej papež František jmenoval nunciem v Mosambiku.
Dne 15. srpna 2018 byl jmenován substitutem pro všeobecné záležitosti Státního sekretariátu. Tuto pozici převzal 15. října stejného roku.
Hovoří italsky, anglicky, francouzsky a rusky.